# 帕拉代斯 (堪薩斯州)
帕拉代斯（英語：Paradise）是一個位於美國堪薩斯州拉塞爾縣的城市。

## 地方資料
根據2020年美國人口普查的數據，帕拉代斯的面積為0.64平方千米，當中陸地面積為0.64平方千米，而水域面積為0.00平方千米。當地共有人口35人，而人口密度為每平方千米54.69人。